# روجر د. فولي
روجر د. فولي (بالإنجليزية: Roger D. Foley)‏ هو قاضي ومحامي أمريكي، ولد في 28 أبريل 1917 في غولدفيلد في الولايات المتحدة، وتوفي في 7 يناير 1996.